# Comuna Volodîmîrivka, Romnî
Volodîmîrivka (în ucraineană Володимирівка) este o comună în raionul Romnî, regiunea Sumî, Ucraina, formată din satele Dzerkalka, Fedotove, Hreșceatîk, Kosarivșciîna și Volodîmîrivka (reședința).

## Demografie
Componența lingvistică a comunei Volodîmîrivka
     Ucraineană (98,58%)
     Rusă (1,18%)
     Alte limbi (0,16%)
Conform recensământului din 2001, majoritatea populației comunei Volodîmîrivka era vorbitoare de ucraineană (98,58%), existând în minoritate și vorbitori de rusă (1,18%).